# Acordul de la Sarajevo

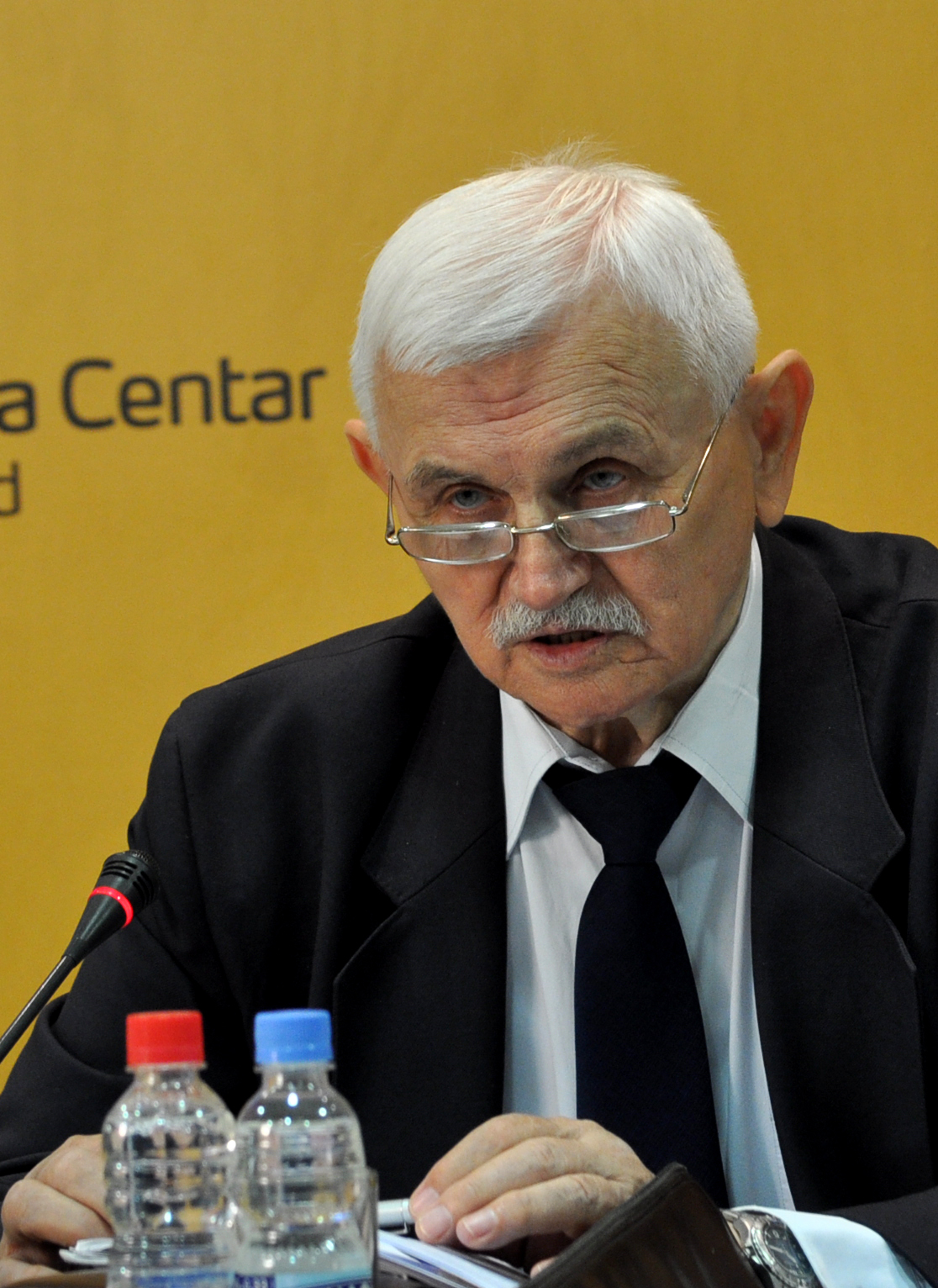
Andrija Rašeta

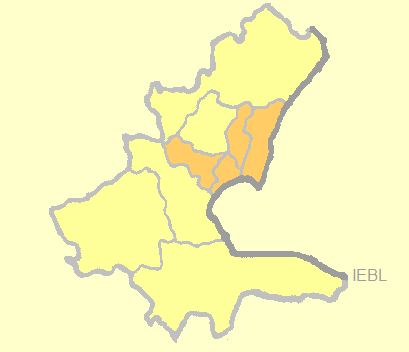
Sarajevo

Acordul de la Sarajevo (în croată Sarajevski sporazum) sau Acordul de Implementare (de punere în aplicare) este ultimul acord al planului Vance.  A fost semnat la 2 ianuarie 1992 la Sarajevo, Bosnia și Herțegovina de către comandantul adjunct iugoslav generalul locotenent-colonel, Andrija Rašeta, și ministrul croat al apărării Gojko Šušak.
Desfășurarea forțelor ONU a fost posibilă datorită acceptării faptului că acordul nu a reprezentat o soluționare politică finală și datorită descrierii rolului misiunii ONU, care a permis ambelor părți să pretindă că sunt victorioase. RSK a susținut că situația permite menținerea autorității RSK până la soluționarea politică definitivă, ceea ce înseamnă că practic RSK nu avea niciun motiv să negocieze. Croații au crezut că ONU va preda autorităților croate zona controlată de RSK, lucru pe care ONU nici nu l-a încercat.
După patru ore de negocieri, acordul a fost semnat la 2 ianuarie 1992 de ministrul croat al apărării, Gojko Šušak, și de către comandantul adjunct JNA al celui de-al 5-lea District Militar, generalul locotenent-colonel Andrija Rašeta, la Sarajevo, în Bosnia și Herțegovina. A fost al 15-lea acord semnat de la începutul Războiului de Independență al Croației la 31 martie 1991. În general, încetarea focului a avut loc după intrarea sa în vigoare la 3 ianuarie, la orele 18:00. Principala excepție a fost  în zona Dubrovnik, unde JNA a ocupat poziții în jurul orașului Dubrovnik și lângă Konavle, până în iulie 1992. Această zonă nu a fost inclusă în programul ONU de menținere a păcii. La 4 ianuarie, Marina Iugoslavă s-a retras din baza navală Lora din apropiere de Split, cantonul Split-Dalmația. La 5 ianuarie, generalul-maior Imra Agotić, comandantul Gărzii Naționale Croate, a luat act de 84 de încălcări ale armistițiului de către partea sârbă. La 7 ianuarie, Forțele Aeriene Iugoslave au doborât un elicopter al Comunității Europene aflat într-o misiunea de monitorizare. A doua zi, Kadijević a demisionat din funcția de ministru al apărării și a fost înlocuit cu general-colonelul Blagoje Adžić.
Planul Vance a fost conceput pentru a opri luptele din Croația și pentru a permite negocierilor să continue fără impactul ostilităților în desfășurare. Nu a oferit în prealabil soluții politice. Planul a implicat desfășurarea Forței de Protecție a ONU de 10.000 de soldați (UNPROFOR) în cele trei zone majore de conflict desemnate ca zone protejate de ONU (UNPAs).  Planul conținea o listă de municipalități specifice care urmau să fie incluse în fiecare zonă protejată de ONU, însă granițele exacte ale fiecărei zone nu erau definite în mod clar, deoarece mai multe municipalități urmau să fie incluse doar parțial. Sarcina de a defini frontierele exacte ale fiecărei zone protejate de ONU a fost delegată ofițerilor de legătură ai ONU desfășurați în prealabil, în cooperare cu autoritățile din fiecare zonă. Crearea acestor zone a fost necesară pentru acceptarea planului de către președinții Milošević și Tuđman. Autoritățile din zonele iugoslave majoritar sârbe au cerut inițial desfășurarea unei forțe a ONU de-a lungul unei zone între părțile sârbe și croate, reflectând dorința sârbilor de a vedea forța de menținere a păcii care să securizeze liniile frontului. Croația a dorit ca forța ONU să se desfășoare de-a lungul frontierelor sale internaționale. Zonele protejate de ONU au servit oficial pentru a satisface în mod formal cerințele ambelor părți.

## Consecințe

Gojko Šušak (al treilea din stânga, primul rând) și președintele Franjo Tuđman (în dreapta lui), printre alți oficiali de rang înalt, observând evoluția operațiunii Furtuna la 4 august 1995

În ciuda acordului de la Geneva, care impunea retragerea imediată a personalului și a echipamentelor JNA din Croația, JNA a rămas acolo timp de încă șapte-opt luni. Când s-au retras în cele din urmă, ei au lăsat în urmă echipamentul pentru a fi folosit de forțele RSK. Încetarea focului din 2 ianuarie a permis JNA să-și păstreze pozițiile în estul și vestul Slavoniei, care se aflau la limita colapsului militar. Ca o consecință a problemelor de organizare și a încălcărilor acordului precedent de încetare a focului, trupele UNPROFOR au început să sosească abia după 8 martie și a durat două luni pentru a se desfășura pe deplin în cadrul zonelor ONU de protecție. Chiar dacă UNPROFOR a plasat majoritatea armamentului greu al RSK în zone de depozitare controlate în comun de ONU și RSK până în ianuarie 1993, trupele de menținere a păcii nu au reușit să îndeplinească prevederile planului Vance, cum ar fi dezarmarea milițiilor RSK, întoarcerea refugiaților, restaurarea autorității civile și înființarea unei forțe de poliție etnic mixtă. Armata RSK a fost redenumită ca poliție, în timp ce epurarea etnică a zonelor aflate sub controlul său a continuat nesupravegheată. Trupele UNPROFOR au fost obligate să împiedice întoarcerea refugiaților din cauza condițiilor de siguranță scăzute. Nu a fost făcută nicio încercare de a crea o forță de poliție mixtă din punct de vedere etnic. UNPROFOR nu a reușit, de asemenea, să îndepărteze forțele RSK din afara zonelor ONU de siguranță desemnate care erau sub controlul RSK atunci când a fost semnat Acordul de Implementare a încetării focului. Aceste zone - mai bine cunoscute sub numele de „zonele roz” — trebuiau readuse de la bun început sub controlul croat. Nerespectarea acestui aspect al implementării planului Vance au transformat zonele roz într-o sursă majoră de fricțiuni între Croația și RSK.
În 1993, Croația a lansat mai multe operațiuni militare la scară mică împotriva RSK pentru a cuceri obiectivele locale semnificative și pentru a atrage atenția internațională; Croația era îngrijorată că situația de pe teren ar putea deveni permanentă. În replică, militarii RSK și-au recuperat armele din locurile de depozitare controlate de ONU/RSK, anulând astfel singurul succes major al UNPROFOR. În martie 1995, misiunea UNPROFOR s-a încheiat în urma eforturilor depuse de ambasadorul SUA Richard Holbrooke; Operațiunea de consolidare a încrederii în Organizația Națiunilor Unite a fost desfășurată în Croația cu un nou mandat. Mai târziu în acel an, cea mai mare parte a teritoriului controlat de RSK a fost capturată de HV în timpul operațiunilor Blitz și Furtuna, așa cum a fost prevăzut de Babić atunci când s-a opus planului Vance în 1991. Restul zonelor deținute de RSK au fost recuperate de Croația în urma Acordului de la Erdut, negociat între autoritățile croate și cele sârbe la 12 noiembrie 1995, în timpul discuțiilor de pace care au dus la Acordul de la Dayton.

### Cărți
- Ahrens, Geert-Hinrich (2007). Diplomacy on the Edge: Containment of Ethnic Conflict and the Minorities Working Group of the Conferences on Yugoslavia. Washington, D.C.: Woodrow Wilson Center Press. ISBN 978-0-8018-8557-0.
- Armatta, Judith (2010). Twilight of Impunity: The War Crimes Trial of Slobodan Milosevic. Durham, North Carolina: Duke University Press. ISBN 978-0-8223-4746-0.
- Bellucci, Paolo; Isernia, Pierangelo (2003). „Massacring in Front of a Blind Audience? Italian Public Opinion and Bosnia”.  În Sobel, Richard; Shiraev, Eric; Shapiro, Robert. International Public Opinion and the Bosnia Crisis. Lanham, Maryland: Lexington Books. pp. 173–218. ISBN 978-0-7391-0480-4.
- Biondich, Mark (2004). „Croatia”.  În Richard C. Frucht. Eastern Europe: An Introduction to the People, Lands, and Culture. Santa Barbara, California: ABC-CLIO. ISBN 978-1-57607-800-6.
- Bjelajac, Mile; Žunec, Ozren (2009). „The War in Croatia, 1991–1995”.  În Charles W. Ingrao; Thomas Allan Emmert. Confronting the Yugoslav Controversies: A Scholars' Initiative. West Lafayette, Indiana: Purdue University Press. ISBN 978-1-55753-533-7.
- Central Intelligence Agency, Office of Russian and European Analysis (2002). Balkan Battlegrounds: A Military History of the Yugoslav Conflict, 1990–1995. Washington, D.C.: Central Intelligence Agency. OCLC 50396958.
- Denitch, Bogdan (1996). Ethnic nationalism: the tragic death of Yugoslavia. Minneapolis, Minnesota: University of Minnesota Press. ISBN 978-0-8166-2947-3.
- Eastern Europe and the Commonwealth of Independent States. London, England: Routledge. 1999. ISBN 978-1-85743-058-5.
- Hoare, Marko Attila (2010). „The War of Yugoslav Succession”.  În Ramet, Sabrina P. Central and Southeast European Politics Since 1989. Cambridge University Press. ISBN 978-1-139-48750-4.
- Libal, Michael (1997). Limits of Persuasion: Germany and the Yugoslav Crisis, 1991–1992. Westport, Connecticut: Greenwood Publishing Group. ISBN 978-0-275-95798-8.
- Nambiar, Satish (2001). „UN peacekeeping operations in the former Yugoslavia – from UNPROFOR to Kosovo”.  În Thakur, Ramesh; Schnabel, Albrecht. United Nations peacekeeping operations: ad hoc missions, permanent engagement. United Nations University Press. ISBN 978-92-808-1067-7.
- Ramcharan, B. G., ed. (1997). The International Conference on the Former Yugoslavia: Official Papers, Volume 1. BRILL. ISBN 978-90-411-0429-8.
- Sell, Louis (2002). Slobodan Milosevic and the Destruction of Yugoslavia. Durham, North Carolina: Duke University Press. ISBN 978-0-8223-3223-7.
- Trbovich, Ana S. (2008). A Legal Geography of Yugoslavia's Disintegration. Oxford, England: Oxford University Press. ISBN 978-0-19-533343-5. Arhivat din original la 17 ianuarie 2017.

## Legături externe
- Planul Vance Arhivat în 24 martie 2019, la Wayback Machine., arhive ONU

## Vezi și
- Acordul de la Geneva (1991)
- Acordul de la Erdut
- Acordul de la Dayton